# Кашина Монтано (Милано)
Кашина Монтано је насеље у Италији у округу Милано, региону Ломбардија.
Према процени из 2011. у насељу је живело 14 становника. Насеље се налази на надморској висини од 112 м.